# Ламе, Габриель
Габрие́ль Ламе́  (фр. Gabriel Lamé;  22 июля 1795, Тур — 1 мая 1870, Париж) — французский математик, механик, физик и инженер, член-корреспондент Петербургской академии наук (1829), член Парижской академии наук (1843), профессор Политехнической школы (1832—1863) и Парижского университета (1848—1863). В 1820—1831 годах работал в России, в петербургском Институте Корпуса инженеров путей сообщения. Основные труды — по математической физике и теории упругости. Разработал общую теорию криволинейных координат (1833), ввёл так называемые коэффициенты Ламе (1859) и специальный класс функций (1839, функции Ламе). В честь него названы параметры Ламе в теории упругости.

## Биография
Родился в Туре в семье Габриэля-Франсуа Ламе (1760—1831) и Жюли Гуалар Ля Друатьер. После революции обедневшая семья Ламе переехала в Париж. С 1810 по 1814 год обучался в лицее Людовика Великого. По окончании лицея поступил в Политехническую школу, которую окончил в декабре 1817 года. Для продолжения образования Ламе поступил в Горную школу.
В 1820 году Ламе вместе с Клапейроном был приглашён в Россию. Не оставляя службы в французском Горном корпусе, где он числился в командировке и экстраординарном отпуске, 1 (13) июля 1820 года Ламе был принят на службу в российском Корпусе инженеров путей сообщения (КИПС). 7 (19) сентября 1820 года он получил звание майора КИПС, 28 августа (9 сентября)  1825 года ему было присвоено звание подполковника, 6 (18) декабря 1829 года — полковника.
В период службы в России Ламе преподавал в ранге профессора в институте КИПС, где возглавлял первую в России кафедру прикладной механики; а также проводил теоретические и прикладные научные исследования, проектировал мосты и перекрытия, участвовал в строительных комитетах и комиссиях, был редактором франкоязычного издания Журнала путей сообщения. В 1830 году Ламе был направлен в шестимесячную командировку в Англию с целью исследования английских путей сообщения и связанных с ними сооружений. Во время пребывания в Англии познакомился со знаменитым железнодорожным инженером Джорджем Стефенсоном.
В октябре 1823 года Ламе женился на француженке Марии Маргарите Феортюне Бертен де Жерандо. От этого брака имел двух сыновей и дочь.
Был награждён российскими орденами:
- Святого Владимира 4 степени — 15 (27) июня 1823 года;
- Святой Анны 2 степени и алмазными знаками к нему — 1 (13) августа 1824 года и 1 (13) июня 1827 года соответственно[9];
- Святого Станислава 3 степени — 21 октября (2 ноября)  1831 года, в связи с отставкой[10].

11 января 1831 года был награждён кавалерским знаком ордена Почётного легиона, однако по неизвестной причине не получил разрешения носить эту награду на русском мундире.
В 1831 году Ламе, в связи с ухудшением российско-французских отношений после Июльской революции, принял решение оставить службу в России и в декабре 1831 года вернулся с семьёй во Францию. 31 марта 1832 года он был назначен профессором физики в Политехнической школе. Принимал активное участие в постройке железных дорог из Парижа в Версаль и в Сен-Жермен.
С 1845 года Ламе был экзаменатором в Политехнической школе по физике, механике и машиноведению. Полная глухота заставила его выйти в отставку в 1863 году. Ламе был членом Парижской академии (с 1843 года) и многих научных обществ. Помимо работы в Политехнической школе, Ламе с 1848 года занимал кафедру теории вероятностей Парижского университета и при этом последовательно читал целый ряд курсов: по математической теории упругости, по теплоте, по теории эллиптических функций и другим темам.

## Память
В 1964 году Международный астрономический союз присвоил имя Габриэля Ламе кратеру на видимой стороне Луны.

### Обзоры работ Ламе по теории упругости
- Todhunter I., Pearson K.  A history of the theory of elasticity and of the strength of materials from Galilei to the present time. — Cambridge: Cambridge University Press, 1886. — Т. 1. — С. 544–626. — 924 с.
- Тимошенко С.П.  История науки о сопротивлении материалов с краткими сведениями из истории теории упругости и теории сооружений / Пер. с англ. под ред. А. Н. Митинского. — М.: ГИТТЛ, 1957. — С. 139–145. — 536 с.